# Impfpflicht
Eine Impfpflicht, schweizerisch auch Impfobligatorium, liegt vor, wenn eine Schutzimpfung für Menschen oder Tiere gesetzlich vorgeschrieben ist. Ziel der Impfpflicht ist es, vor einer schwerwiegenden Infektionskrankheit zu schützen.
Abzugrenzen ist der Begriff der Impfpflicht einerseits vom Impfzwang, wenn unter Anwendung von körperlicher Gewalt geimpft wird, und andererseits von der Impfempfehlung, welche von der STIKO ausgesprochen wird und die Voraussetzung für die Leistungspflicht der gesetzlichen Krankenversicherung darstellt.

## Deutschland

Impfschein nach § 10 des Impfgesetzes von 1874 (Rückseite)

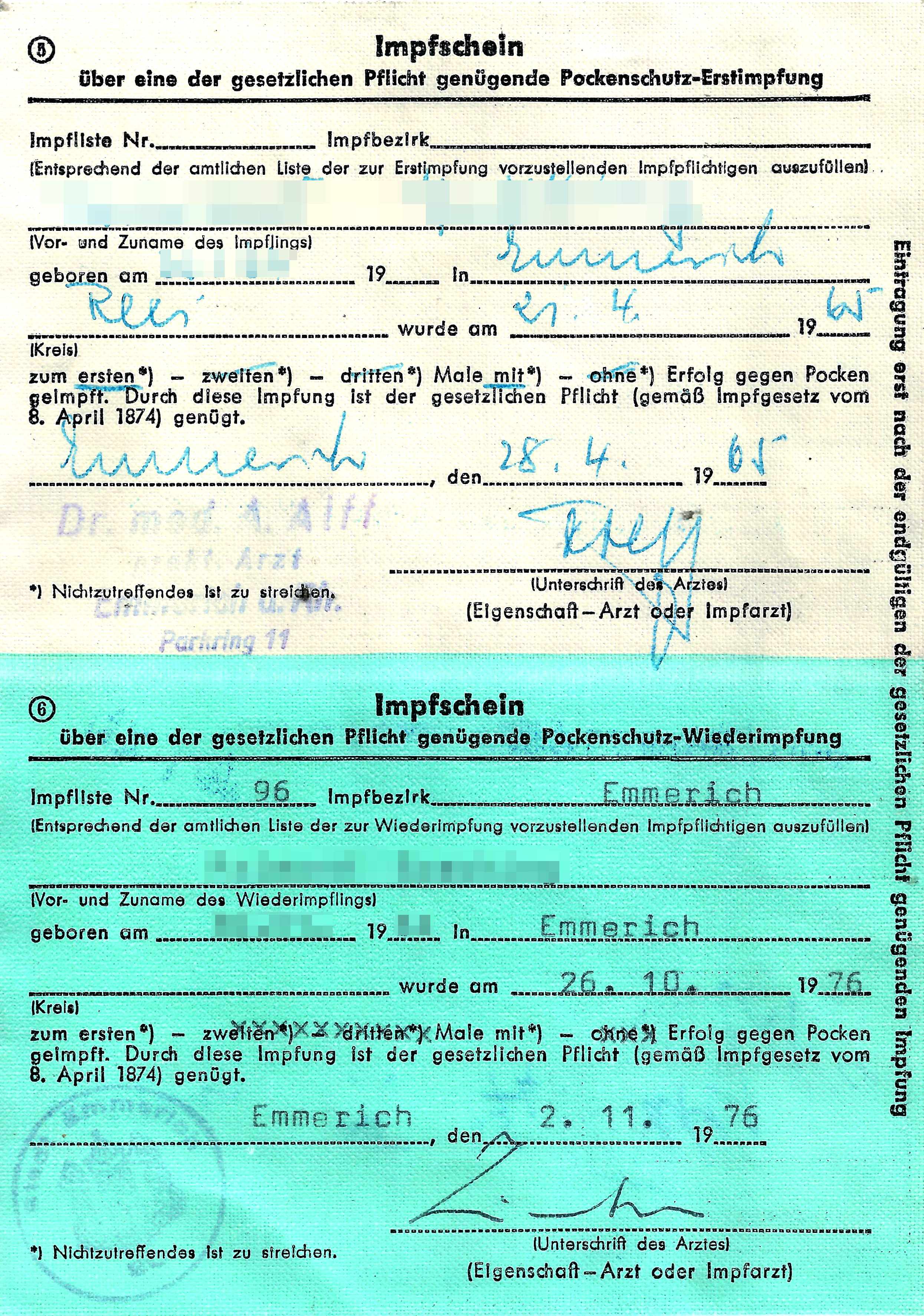
Impfschein zur Pockenschutz-Erstimpfung 1965 und Wiederimpfung 1976 nach dem Gesetz von 1874

### Impfziele
§ 2 Nr. 9 Infektionsschutzgesetz (IfSG) definiert in Deutschland das Ziel von Impfungen: „Schutzimpfung: die Gabe eines Impfstoffes mit dem Ziel, vor einer übertragbaren Krankheit zu schützen.“
Die WHO strebt an, Röteln und Masern durch Impfungen weltweit zu eliminieren. Dies ist auch in Deutschland seit vielen Jahren erklärtes Ziel des Bundes und der Länder. Bei den Pocken ist dieses Schutzziel bereits erreicht, sie gelten als durch Impfungen ausgestorbene Krankheit.
Ein derart durchschlagender Erfolg ist aber nicht bei allen Impfungen zu erwarten. Beispielsweise besteht der Schutz bei der Impfung gegen die echte Grippe oder gegen COVID-19 einstweilen darin, einen großen Teil der Geimpften vor einem schweren Krankheitsverlauf und dem Tod sowie einen – möglichst großen – Teil der Bevölkerung vor der Infektion selbst zu schützen.

### Impfpflicht gegen bestimmte Krankheiten

#### Pocken
Im Jahr 1807 führte das Königreich Bayern als weltweit erster Staat eine Impfpflicht gegen die Pocken ein. Im Deutsch-Französischen Krieg 1870/71 breiteten sich die Pocken in der deutschen Bevölkerung stark aus. Da sich das nicht wiederholen sollte, beschloss der Reichstag wenig später das Reichsimpfgesetz. Ab 1875 waren im Deutschen Reich dann alle Deutschen durch das Reichsimpfgesetz verpflichtet, ihre Kinder im Alter von einem und zwölf Jahren gegen die Pocken impfen zu lassen. Wer seine Kinder nicht impfen ließ oder darüber keinen Nachweis führen konnte, erhielt eine Geld- oder Haftstrafe. Die Impfung war eine staatliche Leistung. Die Impfpflicht wurde in der Weimarer Republik sowie in der Anfangsphase des Nationalsozialismus gelockert und während des Zweiten Weltkrieges ganz ausgesetzt. In der Bundesrepublik bestand die Impfpflicht gegen die Pocken auf der Grundlage des Reichsimpfgesetzes bis 1975 weiter. In den 1950er Jahren wurde diese Impfpflicht diskutiert, weil sie nach Meinung einzelner Kritiker gegen das im Grundgesetz verankerte Persönlichkeitsrecht verstoße. Das Bundesverwaltungsgericht entschied allerdings 1959, dass die Impfpflicht mit dem Grundgesetz vereinbar sei. Die Impfpflicht gegen Pocken wurde schließlich schrittweise aufgehoben: Ab 1976 entfiel die Erstimpfung, es erfolgten nur noch Wiederholungsimpfungen (außer für Risikopersonen). 1983 wurde die Pockenimpfpflicht schließlich gänzlich aufgehoben. Die Weltgesundheitsorganisation (WHO) hatte bereits 1980 die Pocken als erste Krankheit überhaupt für weltweit ausgerottet erklärt.

#### Masern
Seit 1. März 2020 besteht gemäß § 20 Abs. 8 und Abs. 9 IfSG eine bundesweite gesetzliche Impfpflicht gegen Masern für Kinder sowie für das Personal in Gemeinschafts- und Gesundheitseinrichtungen wie Kindertagesstätten oder Schulen.
Mit Beschluss vom 21. Juli 2022 wies das Bundesverfassungsgericht (BVerfG) die Verfassungsbeschwerden von minderjährigen Beschwerdeführern und ihren Eltern gegen die Impfpflicht für Kita-Kinder zurück. Die Eingriffe in das Elternrecht aus Art. 6 Abs. 2 GG als auch die in die körperliche Unversehrtheit der Kinder (Art. 2 Abs. 2 GG) seien allerdings nur bei verfassungskonformer Auslegung § 20 Abs. 8 Satz 3 IfSG verfassungsrechtlich gerechtfertigt. Bei ausschließlicher Verfügbarkeit von Kombinationsimpfstoffen, die auch Impfstoffkomponenten gegen andere Krankheiten als Masern enthalten, besteht die Impfpflicht aus § 20 Abs. 8 Satz 1 IfSG deshalb nur, wenn es sich nicht um andere Impfstoffkomponenten als solche gegen Mumps, Röteln oder Windpocken handelt. Impfstoffe, die der Gesetzgeber in seine Risikoentscheidung nicht einbezogen hat (z. B. weil sie erst nach dem 1. März 2020 zugelassen wurden oder auf den Markt gekommen sind), werden daher bei verfassungskonformer Auslegung von § 20 Abs. 8 Satz 3 IfSG nicht erfasst.
Die beschwerdeführenden Kinder seien in ihrem Anspruch auf Gleichbehandlung (Art. 3 Abs. 1 GG) nicht verletzt, soweit die Impfpflicht bzw. ein Betreuungsverbot ungeimpfter Kinder gem. §§ 20 Abs. 8 Satz 1, 33 Nr. 2 IfSG, § 43 Abs. 1 SGB VIII nur für Einrichtungen der erlaubnispflichtigen Kindertagespflege gilt, in denen regelmäßig eine Vielzahl von Kindern über längere Zeit betreut werden, im Hinblick auf den Vorrang der Schulpflicht kein Betretungsverbot gegenüber schulpflichtigen Kindern nach § 20 Abs. 12 Satz 5 IfSG ausgesprochen werden kann und für in Heimen betreute Personen eine vierwöchige Übergangszeit für die Erfüllung der Impfpflicht gilt, damit im Hinblick auf das Kindeswohl gegebenenfalls eine sofortige Aufnahme auch ungeimpfter Kinder in Einrichtungen der stationären Erziehungshilfe gewährleistet ist.
Über die Masern-Impfpflicht für Personen, die in Schulen, Kitas, Krankenhäusern, Arztpraxen und Flüchtlingsheimen arbeiten, ist noch nicht entschieden.

#### Weitere Erkrankungen
Nach dem Zweiten Weltkrieg gab es in der DDR ab 1953 eine gesetzliche Impfpflicht, die bis 1970 sukzessive ausgeweitet wurde: Neben den Pocken wurde unter anderem gegen Tuberkulose (1953), Kinderlähmung (1961), Diphtherie (1961), Wundstarrkrampf (1961) und Keuchhusten (1964, dann in Form des DTP-Impfstoffes) verpflichtend geimpft, ab 1970 war auch die Impfung gegen Masern gesetzlich vorgesehen. Zur Aufnahme in Kinderbetreuungseinrichtungen musste ein Impfausweis vorgelegt werden. Pflichtimpfungen, die vorsätzlich oder fahrlässig nicht eingehalten wurden, konnten mit Verweis oder Ordnungsstrafe zwischen 10 und 500 DDR-Mark geahndet werden. In der DDR wurde die Pflichtimpfung gegen Pocken 1982 aufgehoben, bereits ab 1980 fanden keine Erstimpfungen mehr statt.
In der Bundesrepublik gab es bis 1954 auch eine Impfpflicht gegen Diphtherie und je nach Bundesland auch teilweise gegen Scharlach.

#### COVID-19

##### Allgemeine Impfpflicht
Während der ersten 18 Monate der COVID-19-Pandemie in Deutschland bestand ein überwiegender politischer Konsens darüber, dass es in Deutschland keine Pflicht zu einer Corona-Schutzimpfung geben solle. Im Verlauf der Pandemie änderte sich dies, und eine allgemeine Impfpflicht gegen COVID-19 wurde in Rechtswissenschaft und Medizin kontrovers diskutiert.
Ab Oktober 2021 befürworteten u. a. die Deutsche Krankenhausgesellschaft, der Marburger Bund, die Ministerpräsidenten Söder (Bayern, CSU), Günther (Schleswig-Holstein, CDU), Kretschmann (Baden-Württemberg, Grüne), Weil (Niedersachsen, SPD) und Ramelow (Thüringen, Linke) eine allgemeine Impfpflicht.
Nachdem die Kassenärztliche Bundesvereinigung im Januar 2022 sowohl die Einführung einer allgemeinen Impfpflicht als auch eine Beratungspflicht abgelehnt hatte, fand am 26. Januar 2022 im Deutschen Bundestag eine Vereinbarte Debatte (Orientierungsdebatte) über eine allgemeine Impfpflicht statt, ohne dass ein bestimmter Gesetzentwurf auf der Tagesordnung stand.
Am 11. Februar legten sieben Abgeordnete von SPD, Grünen und FDP der Öffentlichkeit einen Gesetzentwurf für eine allgemeine Impfpflicht ab dem 1. Oktober 2022 vor, die durch die Krankenkassen kontrolliert werden soll, was diese jedoch ablehnen. Soll eine Gesetzesvorlage beim Bundestag aus der Mitte des Bundestages eingebracht werden, muss diese von einer Fraktion oder fraktionsübergreifend von 5 Prozent der Mitglieder des Bundestages unterzeichnet sein (Art. 76 Abs. 1 GG, § 76 Abs. 1 GOBT). Bei 736 Mitgliedern des 20. Deutschen Bundestages sind das mindestens 35 Abgeordnete. Die Union stellte einen Entschließungsantrag, in dem die Bundesregierung aufgefordert wird, einen Entwurf für ein sogenanntes Impfvorsorgegesetz zu erarbeiten. Für den Aufbau eines Impfregisters sollen Daten des Bundeszentralamts für Steuern verwendet werden. Am 17. Februar 2022 hatten über 200 Bundestagsabgeordnete den Gesetzesantrag unterschrieben.
Am 17. März 2022 beriet der Deutsche Bundestag in erster Lesung über verschiedene Gesetzentwürfe und Anträge, die teils für, teils gegen eine allgemeine Impfpflicht eingebracht worden waren. Am 7. April 2022 stimmte der Deutsche Bundestag mit aufgehobenem Fraktionszwang über vier Anträge für oder gegen eine Impfpflicht ab. Alle Anträge wurden abgelehnt: die Beschlussempfehlung des Gesundheitsausschusses, die eine Impfpflicht ab 60 Jahren zum 15. Oktober 2022 vorsah, ein von der Unionsfraktion vorgelegter Antrag für ein Impfvorsorgegesetz, der Antrag gegen eine allgemeine Impfpflicht und der Antrag gegen eine gesetzliche Impfpflicht.

##### Einrichtungsbezogene Impfpflicht
Am 10. Dezember 2021 beschlossen Bundestag und Bundesrat eine Änderung des Infektionsschutzgesetzes (IfSG). Sie führten mit Wirkung vom 16. März 2022 eine „einrichtungs- und unternehmensbezogene Pflicht zum Nachweis einer Impfung, Genesung oder Kontraindikation“ (in der Öffentlichkeit zumeist einrichtungsbezogene Impfpflicht genannt) ein. Gemäß § 20a IfSG a. F. mussten Personen, die zu diesem Zeitpunkt im Gesundheitswesen tätig waren, bis zum 15. März 2022 der Leitung der jeweiligen Einrichtung oder des jeweiligen Unternehmens einen Impf- oder Genesenennachweis oder ein ärztliches Zeugnis darüber vorlegen, dass sie auf Grund einer medizinischen Kontraindikation nicht gegen das Coronavirus SARS-CoV-2 geimpft werden können.
Das Bundesverfassungsgericht lehnte sowohl die Eilanträge von 46 Beschwerdeführern gegen die einrichtungsbezogene Impfpflicht am 10. Februar 2022 ab, als auch ihre Verfassungsbeschwerden im Hauptverfahren 27. April 2022. Der Gesetzgeber habe im Rahmen des ihm zustehenden Einschätzungsspielraums einen angemessenen Ausgleich zwischen dem mit der Nachweispflicht verfolgten Schutz vulnerabler Menschen vor einer Infektion mit dem Coronavirus SARS-CoV-2 und den Grundrechtsbeeinträchtigungen gefunden. Trotz der hohen Eingriffsintensität müssten die grundrechtlich geschützten Interessen der im Gesundheits- und Pflegebereich tätigen Beschwerdeführenden letztlich zurücktreten.
Mehrere Vorinstanzen hatten geurteilt, dass Gesundheitsämter die Möglichkeit hatten, ohne Impfnachweis ein sofort vollziehbares Betretungs- oder Tätigkeitsverbot auszusprechen, nicht aber Buß- oder Zwangsgelder. Mehrere Bundesländer hielten "Übergangsfristen" für erforderlich, um ihre Gesundheitsämter in die Lage zu versetzen, Pflegeeinrichtungen zu kontrollieren. Die einrichtungsbezogene Impfpflicht lief am 31. Dezember 2022 aus.

##### Soldaten
Gem. § 17a Abs. 2 Satz 1 Nr. 1 des Soldatengesetzes (SG) müssen Soldaten aufgrund der soldatischen Gesunderhaltungspflicht bestimmte ärztliche Maßnahmen auch gegen ihren Willen dulden. Das gilt insbesondere für die Verhütung oder Bekämpfung von Infektionskrankheiten. Nach der Zentralvorschrift A1 - 840/8 - 4000 muss jeder Soldat einen vollständigen Impfschutz gegen Tetanus, Diphtherie, Poliomyelitis, Keuchhusten, Mumps, Masern, Röteln, Hepatitis A und B und bis Mai 2024 auch gegen COVID-19 vorweisen. Ob die Impfverweigerung ein soldatisches Dienstvergehen darstellt, ist eine Frage der Tatsachenfeststellung und Rechtsanwendung im Einzelfall. Beispielsweise wurden mehrere Soldaten nach Verweigerung der Corona-Impfung wegen Gehorsamsverweigerung verurteilt.
Der 1. Wehrdienstsenat des Bundesverwaltungsgerichts entschied am 7. Juli 2022, dass die Impfpflicht gegen COVID-19 rechtmäßig ist, da das Bundesministerium der Verteidigung das ihm eingeräumte Ermessen nicht überschritten habe. Allerdings sei das Ministerium verpflichtet, die künftige Aufrechterhaltung der Covid-19-Impfung zu evaluieren und zu überwachen.

### Rechtsgrundlagen
Das Bundes-Seuchengesetz sah ab 1962 in der Bundesrepublik Deutschland vor, dass die Gesundheitsämter öffentliche Termine zur Durchführung unentgeltlicher Schutzimpfungen gegen die von der zuständigen obersten Landesbehörde zu bezeichnenden übertragbaren Krankheiten abhalten, so insbesondere gegen Diphtherie, Wundstarrkrampf und Keuchhusten (§ 14 BSeuchG). Mit der Vorschrift sollte sichergestellt werden, dass in allen Ländern den Sorgeberechtigten Gelegenheit gegeben wird, ihre Kinder gegen bestimmte Krankheiten unentgeltlich impfen zu lassen. Die Bestimmung, gegen welche Krankheiten geimpft werden soll, wurde den zuständigen obersten Landesbehörden überlassen, da das Bedürfnis für bestimmte Impfungen in den Ländern unter Umständen verschieden zu beurteilen sei.
Mit der Neuordnung seuchenrechtlicher Vorschriften trat zum 1. Januar 2001 das Infektionsschutzgesetz (IfSG) in Kraft. Laut § 20 Abs. 6, 7 IfSG besteht eine Zuständigkeit des Bundesgesundheitsministeriums, subsidiär der Landesregierungen zur verpflichtenden Anordnung von Schutzimpfungen für bedrohte Teile der Bevölkerung, „wenn eine übertragbare Krankheit mit klinisch schweren Verlaufsformen auftritt und mit ihrer epidemischen Verbreitung zu rechnen ist.“ Eine generelle Impfpflicht könnte auf diese Verordnungsermächtigung nicht gestützt werden, weil eine solche Einschränkung des Grundrechts der körperlichen Unversehrtheit (Art. 2 Abs. 2 Satz 1 GG) im Lichte der Wesentlichkeitstheorie durch ein Parlamentsgesetz erfolgen müsste. Dieses ermöglicht Art. 74 Abs. 1 Nr. 19 GG.

## Österreich
Geschichtlich wurde in Österreich deutlich länger als z. B. in Deutschland auf indirekte Maßnahmen gesetzt. Nach dem Anschluss Österreichs an das Deutsche Reich im März 1938 wurde Österreich zu einem Teil des Deutschen Reichs; damit galt dort deutsches Recht einschließlich bestimmter Impfpflichten. Während unter dem NS-Regime ein Impfzwang herrschte, wurde 1948 die Impfung gegen Pocken mit dem Bundesgesetz über die Schutzimpfung gegen Pocken (Blattern) mittels Strafen als de facto Pflicht bis 1981, nach der endgültigen Ausrottung der Pocken 1980, durchgesetzt und fortgesetzt.
Via Mutter-Kind-Pass, der das Kind bis zum 5. Lebensjahr begleitet, werden Impfungen empfohlen. Auch in der Volksschule werden in bestimmten Schulstufen Impfungen für ganze Schulklassen in der Unterrichtszeit, etwa im Zimmer des Schularztes, von der Schulleitung organisiert. Eltern werden etwa über ein Mitteilungsheft informiert und können eine Impfung ihres Kindes ablehnen. Jede Impfung wird im persönlichen Impfpass des Schülers per Stempelung oder Einkleben eines Textetiketts und Datierung dokumentiert.
Am 23. November 2019 sprach sich der Präsident der Österreichischen Ärztekammer Thomas Szekeres für die Einführung einer Impfpflicht betreffend aller empfohlenen Impfungen aus. Die Durchimpfungsquote gegen Masern betrug damals 80 %. Im Jahr 2019 wurden bis 13. November 146 Masernfälle gemeldet, etwa doppelt so viel wie im gesamten Jahr 2018: 77. Szekeres sagte, er könne sich vorstellen, dass Sozialleistungen für Nichtgeimpfte reduziert werden.

### COVID-19
Mitte November 2021 sprachen sich die Ärztekammern geschlossen für eine generelle COVID-19-Impfpflicht aus. Es brauche „ein klares Zeichen der Republik, dass die Gemeinschaft die aktuelle Situation nicht mehr länger hinnehmen kann“. Am 19. November 2021 kündigte die österreichische Bundesregierung (Kabinett Schallenberg) angesichts einer Impfquote von nur knapp 67 % und einer Inzidenz von über 900 als erster europäischer Staat eine COVID-Impfpflicht ab dem 1. Februar 2022 an.
Am 9. Dezember 2021 wurde bekannt, dass sich die Bundesregierung Nehammer und zwei der drei Oppositionsparteien (die Sozialdemokraten und die Neos) auf einen Gesetzentwurf zur Impfpflicht geeinigt hatten. Dieser wurde am 20. Januar 2022 im Nationalrat mit großer Mehrheit verabschiedet und sollte mit Hilfe des elektronischen Impfregisters umgesetzt werden. Am 3. Februar 2022 stimmte der Bundesrat zu. Das Gesetz trat am 5. Februar 2022 in Kraft.
Am 26. Januar 2022 leitete der Verfassungsgerichtshof ein Verordnungsprüfungsverfahren ein und stellte dem Bundesministerium für Gesundheit und Frauen einen Fragebogen zu.
Am 9. März 2022 setzte Österreich seine allgemeine Impfpflicht gegen das Coronavirus für vorerst drei Monate aus. Am 25. Mai 2022 wurde diese Aussetzung bis zum 31. August 2022 verlängert.
Am 23. Juni 2022 verkündete die Regierung, das Impfpflichtgesetz außer Kraft zu setzen. Am 29. Juli 2022 trat es außer Kraft (BGBl I 131/2022).

## Schweiz
In der Schweiz besteht keine allgemeine Impfpflicht (auch Impfobligatorium genannt); es besteht die gesetzliche Möglichkeit einer Impfpflicht für bestimmte Berufsgruppen. Das Epidemiengesetz sieht vor, dass die Kantone freiwillige Impfungen fördern. Die Kantone können „Impfungen bei gefährdeten Bevölkerungsgruppen, bei besonders exponierten Personen und bei Personen, die bestimmte Tätigkeiten ausüben, für obligatorisch erklären.“ (Art. 22 EpG) In der „besonderen Lage“ geht diese Kompetenz auf den Bundesrat über (Art. 6 Abs. 2 lit. d EpG). Im Juni 2020, einige Monate nach dem Beginn der COVID-19-Pandemie, entschied das Bundesgericht, dass bei Kindern Impfungen gemäß den behördlichen Empfehlungen durchgeführt werden müssen, wenn sich die Eltern über die Impfung uneinig sind und die Impfung im Einzelfall nicht kontraindiziert ist.
Am 17. Januar 2022 erklärte die Bundeskanzlei die Volksinitiative «Für Freiheit und körperliche Unversehrtheit» mit 125'000 gültigen Unterschriften für zustande gekommen. Die Initiative, die auch als Stopp-Impfpflicht-Initiative bezeichnet wird, fordert, dass ein Jeder, ohne Bestrafung oder Benachteiligung jeglicher Art zu riskieren, selbst entscheiden kann, ob er sich ein Vakzin verabreichen lässt. Am 9. Juni 2024 wurde die Initiative in einer Volksabstimmung von 73,7 % der Stimmberechtigten und allen Ständen verworfen.

## Weitere Länder

### Italien
Die italienische Regierung beschloss am 5. Januar 2022 eine COVID-Impfpflicht für Menschen ab 50 Jahren. Dies sollte ab dem 15. Februar 2022 gelten. Bei Verstoß drohte eine Geldstrafe von 600 Euro bis 1.500 Euro. Die Impfpflicht für diese Altersklasse galt berufsübergreifend für alle über 50-jährigen Einwohner des Landes und auch für die im Land lebenden Ausländer. Von der arbeitenden Bevölkerung durften ab dem 15. Februar nur noch gegen COVID-19 Geimpfte und von einer SARS-CoV-2-Infektion Genesene der über 50-Jährigen ihrer Arbeit nachgehen. Die coronabedingte Beschränkung galt sowohl im öffentlichen Dienst als auch in privaten Unternehmen. Absicht der Regierung war, Altersklassen vor COVID-19 zu schützen, die bei einer Ansteckung mit dem Coronavirus SARS-CoV-2 besonders durch schwere Verläufe der Erkrankung und deren Folgen gefährdet war; darüber hinaus sollte so der Druck auf die Krankenhäuser verringert werden.
Die Regierung hatte zuvor bereits eine Impfpflicht für Lehrer sowie Beschäftigte im Gesundheitsbereich eingeführt. Seit Oktober 2021 galt eine 3-G-Pflicht für alle Arbeitnehmer am Arbeitsplatz. Die an der Regierung beteiligten Minister der rechtsgerichteten Lega kritisierten in einer Erklärung, die Impfpflicht für über 50-Jährige sie sei „ohne wissenschaftliche Grundlage, wenn man bedenke, dass die absolute Mehrheit der mit COVID-19 ins Krankenhaus eingelieferten Personen weit über 60 Jahre alt ist“. Sie stimmten trotzdem für die Impfpflicht.

### USA
Seit dem 27. Dezember 2021 schreibt New York City allen 184.000 Unternehmen in ihrem Gebiet unabhängig von ihrer Größe vor, dass die Belegschaft gegen COVID-19 geimpft sein muss. Die Impfung kann nicht durch Tests umgangen werden. Die Regelung wurde wegen der rasanten Verbreitung der Omikron-Variante in den USA eingeführt.
Die Regierung Biden hatte allen Unternehmen mit mehr als 100 Mitarbeitern vorgeschrieben, ihre Belegschaft impfen oder wöchentlich testen zu lassen. Das betrifft 84 Millionen Menschen. Im Januar 2022 hob der Oberste Gerichtshof der Vereinigten Staaten die Vorschrift jedoch als unzulässig auf, da nach Ansicht des Gerichts eine Kompetenzüberschreitung vorlag. Gleichzeitig bestätigte das Gericht jedoch die Impfpflicht für bestimmte Mitarbeiter in Pflegeheimen und Krankenhäusern.

## Übersicht von Impfpflichten nach Ländern
In den meisten Ländern bezieht sich eine Impfpflicht auf Kinder, wobei diese entweder verpflichtend ist (u. a. in den meisten mittel- und südamerikanischen und zentralasiatischen, sowie in einigen afrikanischen und asiatischen Staaten) oder Voraussetzung für den Besuch von Kita oder Schule (u. a. Deutschland, USA, Paraguay, Kolumbien, Honduras, Guyana, Griechenland und Kirgistan). Für Erwachsene gibt es z. B. in Tadschikistan und Turkmenistan eine Impfpflicht gegen COVID-19.
Die Geldstrafen bei einer Impfverweigerung sind von Land zu Land verschieden und liegen zwischen 50 und 2500 Euro. Die Höhe der Geldstrafe beeinflusst, wie stark die Impfquoten gesteigert werden: Durchschnittlich stieg pro 500 Euro Strafe die Masernimpfquote um 0,8 % an; bei Keuchhusten (Pertussis) stieg sie um 1,1 %.
| Land                   | COVID-19                                                                        | Masern | Kinderlähmung          | Diphtherie | Hepatitis  | Hib        | Keuchhusten | Mumps          | Pneumokokken | Röteln   | Tetanus  | Meningokokken          | Windpocken | Milzbrand | Grippe    | Feigwarzen |
| ---------------------- | ------------------------------------------------------------------------------- | ------ | ---------------------- | ---------- | ---------- | ---------- | ----------- | -------------- | ------------ | -------- | -------- | ---------------------- | ---------- | --------- | --------- | ---------- |
| Belgien                |                                                                                 |        | Ja                     |            |            |            |             |                |              |          |          |                        |            |           |           |            |
| Deutschland            | Soldaten, Gesundheitsmitarbeiter                                                | Ja     |                        |            | Soldaten   |            |             | Soldaten       |              | Soldaten | Soldaten |                        |            |           |           |            |
| Frankreich             | Gesundheitsmitarbeiter                                                          | Ja     | Ja                     | Ja         | Ja         | Ja         | Ja          | Ja             | Ja           | Ja       | Ja       | Ja                     |            |           |           |            |
| Griechenland           | Gesundheitsmitarbeiter, Soldaten                                                | Ja     | Ja                     | Ja         | Ja         | Ja         | Ja          | Ja             |              | Ja       | Ja       |                        |            |           |           |            |
| Italien                | Gesundheitsmitarbeiter, Soldaten, Polizisten                                    |        | Ja                     | Ja         | Ja         | Ja         | Ja          | Ja             |              | Ja       | Ja       |                        | Ja         |           |           |            |
| Kroatien               |                                                                                 | Ja     | Ja                     | Ja         | Ja         | Ja         | Ja          | Ja             |              | Ja       | Ja       |                        |            |           |           |            |
| Lettland               | Gesundheitsmitarbeiter                                                          | Ja     | Ja                     | Ja         | Ja         | Ja         | Ja          | Ja             |              | Ja       | Ja       |                        |            |           |           |            |
| Malta                  |                                                                                 | Ja     | Ja                     | Ja         | Ja         | Ja         | Ja          | Ja             |              | Ja       | Ja       |                        |            |           |           |            |
| Neuseeland             | Gesundheitsmitarbeiter, Soldaten, Polizisten, Gefängnispersonal, Bildungssektor |        |                        |            |            |            |             |                |              |          |          |                        |            |           |           |            |
| Polen                  |                                                                                 | Ja     | Ja                     | Ja         | Ja         | Ja         | Ja          | Ja             |              | Ja       | Ja       |                        |            |           |           |            |
| Russland               | Einzelhandel, Gesundheitsmitarbeiter, Bildung, Regierung                        |        |                        |            |            |            |             |                |              |          |          |                        |            |           |           |            |
| Saudi-Arabien          | Ja                                                                              | Ja     | Kinder, Haddsch-Pilger | Ja         | Ja         | Ja         | Ja          | Ja             | Ja           | Ja       | Ja       | Kinder, Haddsch-Pilger | Ja         |           |           |            |
| Slowakei               |                                                                                 | Ja     | Ja                     | Ja         | Ja         | Ja         | Ja          | Ja             |              | Ja       | Ja       |                        |            |           |           |            |
| Slowenien              |                                                                                 | Ja     | Ja                     | Ja         | Ja         | Ja         | Ja          | Ja             |              | Ja       | Ja       |                        |            |           |           |            |
| Tschechien             |                                                                                 | Ja     | Ja                     | Ja         | Ja         | Ja         | Ja          | Ja             |              | Ja       | Ja       |                        |            |           |           |            |
| Ungarn                 |                                                                                 | Ja     | Ja                     | Ja         | Ja         | Ja         | Ja          | Ja             |              | Ja       | Ja       |                        |            |           |           |            |
| Vatikanstadt           | Ja                                                                              |        |                        |            |            |            |             |                |              |          |          |                        |            |           |           |            |
| Vereinigtes Königreich | Gesundheitsmitarbeiter                                                          |        |                        |            |            |            |             |                |              |          |          |                        |            |           |           |            |
| Vereinigte Staaten     |                                                                                 | Ja     | Ja                     | Ja         | 45 Staaten | 46 Staaten | Ja          | Ja, außer Iowa | 40 Staaten   | Ja       | Ja       | 33 Staaten             | Ja         | Soldaten  | 6 Staaten | 4 Staaten  |

### Impfpflicht vor der Einreise
- In Afrika, Südamerika und Asien wird Gelbfieber durch Stechmücken übertragen. Touristen wird eine Impfung in Risikogebieten dringend empfohlen oder ohne Impfung die Einreise verweigert.[114] Eine Liste der Länder, die eine Gelbfieberimpfung nach den Internationalen Gesundheitsvorschriften (IGV) verlangen, wird von der WHO veröffentlicht.[115]
- In Hongkong ist die Einreise nur für Flugpersonal erlaubt, das gegen COVID-19 geimpft ist.[116]
- In den USA (für Nicht-Staatsbürger), in Australien (nur für Staatsbürger), in der russischen Schwarzmeer-Region Krasnodar und in Brasilien[117] besteht eine Impfpflicht gegen COVID-19. In den USA läuft diese Vorschrift am 11. Mai 2023 aus, falls nicht eine weitere Verlängerung beschlossen wird.[118]

### Arbeitsvertragliche Impfpflicht für Beschäftigte bestimmter Unternehmen
Etliche Fluggesellschaften wie Swiss, Qantas oder United haben über einen Passus im Arbeitsvertrag ihre Mitarbeiter im Flugdienst verpflichtet, vollständig gegen COVID-19 geimpft zu sein.

## Impfpflicht bei Tieren
| Europäische Union | Innerhalb der EU besteht beim grenzüberschreitenden Verkehr für Hunde, Katzen und Frettchen Impfpflicht gegen Tollwut. Gleiches gilt für den Grenzübertritt zwischen der Schweiz und Norwegen und den EU-Ländern in beide Richtungen. Für die Einreise aus Drittstaaten ist ebenfalls eine Tollwutimpfung erforderlich, in vielen Fällen zusätzlich eine Bestimmung des Tollwut-Antikörper-Titers. |
| Deutschland       | In Deutschland besteht Impfpflicht für Rinder, Schafe und Ziegen gegen die Blauzungenkrankheit. Gegen die Newcastle-Krankheit besteht eine Impfpflicht für Hühner- und Truthühnerbestände. |
| Israel            | In Israel besteht für Rinder Impfpflicht gegen Botulismus. |